# Phare de Fornæs
Le phare de Fornæs (en danois : Fornæs Fyr) est un phare au Danemark. Il est situé à l’extrémité orientale du Jutland, à Fornæs, à 6 km au nord-est de Grenå sur le Djursland. La hauteur du phare est de 27 mètres, tandis que la hauteur de la flamme est de 32 mètres au-dessus du niveau de la mer.
Le phare a été construit en 1839 selon les dessins de Georg Holgreen avec une tour qui était reliée à la résidence du gardien de phare. La tour était équipée d’un appareil de miroir rotatif. En 1892, le phare actuel a été construit en granit, monté avec un appareil à lentille de 2ème ordre avec un brûleur à 4 parois. En 1902, l’appareil à lentille a été remplacé en 1er ordre avec un brûleur à gaz acétylène et en 1924, le brûleur à gaz a été remplacé par un brûleur à manchon à incandescence de fabrication anglaise.
Le phare de Fornæs a été construit sur une fondation en béton de trois mètres de profondeur et d’un diamètre de 8,8 mètres, sur une solide couche de calcaire. Sur les fondations, un socle d’un demi-mètre de haut a été érigé en pierres de taille avec un bord incliné, et au sommet de celui-ci se trouve la tour de 22 mètres de haut construite en pierres de granit grossièrement taillées. L’escalier à l’intérieur de la tour se compose de 84 marches de granit finement taillées, dont une extrémité est encastrée dans le mur extérieur de la tour. Les boiseries du phare sont en teck. La lanterne cylindrique est en fer avec 12 barreaux. Elle a un diamètre de 3,7 mètres et une hauteur de fenêtres de 2,8 mètres.

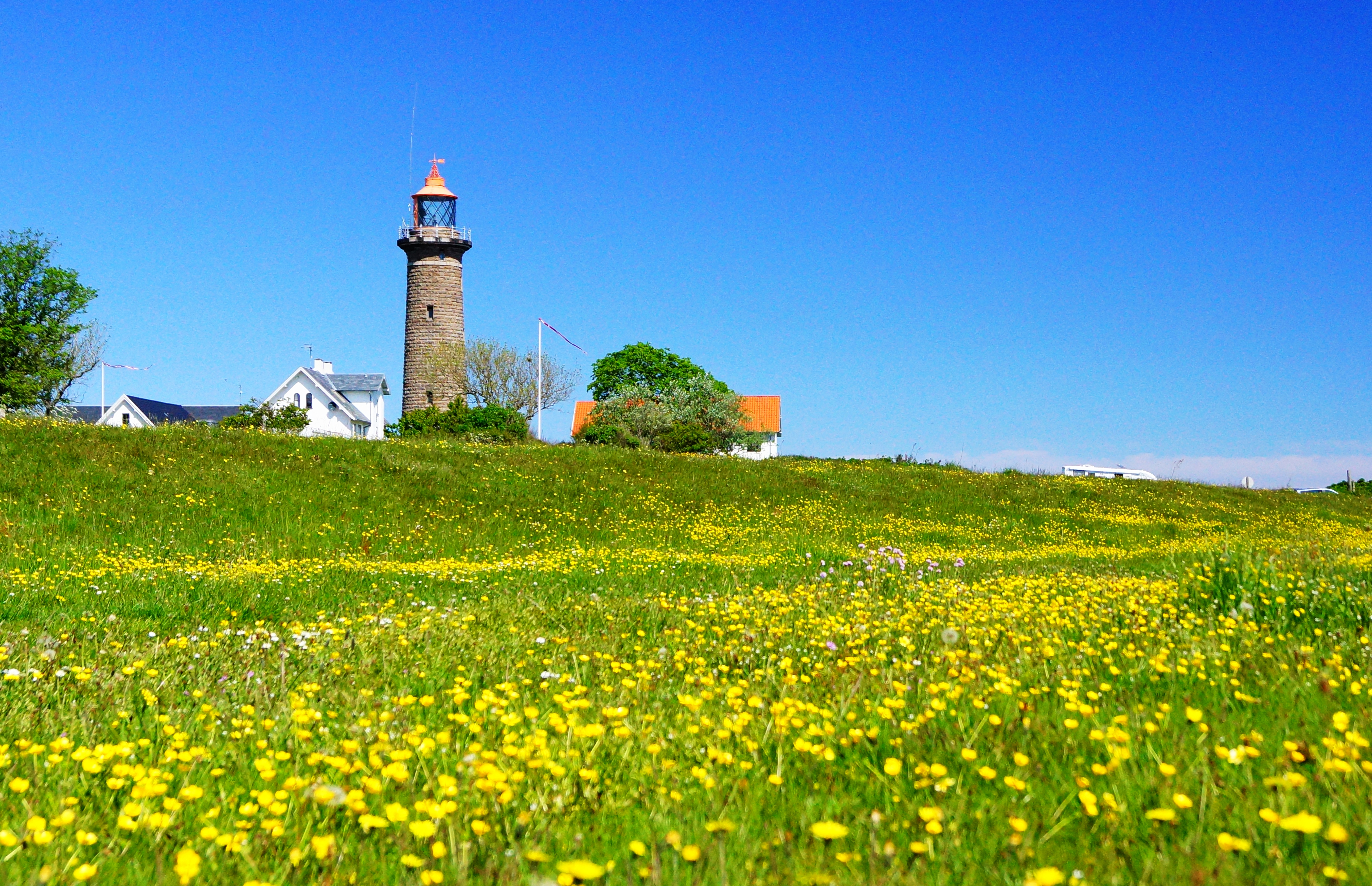
Phare de Fornæs, pré salé. Le phare est situé au nord de Grenaa.

En 1976-1977, un centre de garde et de surveillance d’un total de 365 m² sur 2 étages a été construit à côté du phare. À partir de ce centre, un grand nombre de phares automatisés et sans personnel étaient contrôlés. Le 1er janvier 2000, le centre de surveillance a été fermé et le contrôle a été transféré à Copenhague. Il y a un parking au phare, à partir duquel il y a un accès public sur les prés salés au nord et au sud du phare.
Depuis 2011, la résidence du gardien de phare est louée et utilisée comme maison de vacances.